# Natação nos Jogos Olímpicos de Verão da Juventude de 2010 - 400 m livre feminino
As provas dos 400 metros livre feminino da natação nos Jogos Olímpicos de Verão da Juventude de 2010 foram realizadas no dia 20 de agosto, na Escola dos Desportos, em Cingapura. 27 nadadoras estavam inscritas neste evento.

## Medalhistas
| Ouro   | HUN Boglárka Kapás   |
| Prata  | USA Kiera Janzen     |
| Bronze | GBR Eleanor Faulkner |

## Eliminatórias

### Eliminatória 1
| Pos. | Raia | Nome                 | País         | Tempo   | Notas |
| ---- | ---- | -------------------- | ------------ | ------- | ----- |
| 1    | 3    | Nesrine Khelifati    | TUN Tunísia  | 4:37.37 |       |
| 2    | 4    | Saskia Postma        | ARU Aruba    | 4:41.63 |       |
| 3    | 5    | Karlene van der Jagt | SUR Suriname | 4:45.03 |       |

### Eliminatória 2
| Pos. | Raia | Nome                  | País                   | Tempo   | Notas |
| ---- | ---- | --------------------- | ---------------------- | ------- | ----- |
| 1    | 4    | Stefanie Pirozzi      | ITA Itália             | 4.18.36 | Q     |
| 1    | 5    | Kiera Janzen          | USA Estados Unidos     | 4.18.36 | Q     |
| 3    | 3    | Annick van Westendorp | SUI Suíça              | 4:20.17 |       |
| 4    | 2    | Simona Marinova       | MKD Macedônia do Norte | 4:25.31 |       |
| 5    | 7    | Andrea Cedrón         | PER Peru               | 4:27.26 |       |
| 6    | 6    | Shahd Mostafa         | EGY Egito              | 4:27.48 |       |
| 7    | 8    | Kaori Miyahara        | PER Peru               | 4:29.27 |       |
| 8    | 1    | Marija Joksimović     | SRB Sérvia             | 4:32.25 |       |

### Eliminatória 3
| Pos. | Raia | Nome             | País               | Tempo   | Notas      |
| ---- | ---- | ---------------- | ------------------ | ------- | ---------- |
| 1    | 4    | Eleanor Faulkner | GBR Grã-Bretanha   | 4:14.75 | Q          |
| 2    | 5    | Jordan Mattern   | USA Estados Unidos | 4:19.51 | Q          |
| 3    | 3    | Anna Olasz       | HUN Hungria        | 4:19.71 | Q          |
| 4    | 7    | Inga Elín Cryer  | ISL Islândia       | 4:28.68 |            |
| 5    | 1    | Wei Li Lai       | MAS Malásia        | 4:30.92 |            |
| 6    | 6    | Natasha de Vos   | RSA África do Sul  | 4:33.68 |            |
| 7    | 8    | Shannon Austin   | SEY Seicheles      | 4:34.81 |            |
| 8    | 2    | Emma McKeon      | AUS Austrália      |         | Não largou |

### Eliminatória 4
| Pos. | Raia | Nome                  | País              | Tempo   | Notas |
| ---- | ---- | --------------------- | ----------------- | ------- | ----- |
| 1    | 4    | Boglárka Kapás        | HUN Hungria       | 4:16.02 | Q     |
| 2    | 3    | Claudia Dasca         | ESP Espanha       | 4:18.02 | Q     |
| 3    | 7    | Julia Hassler         | LIE Liechtenstein | 4:18.59 | Q     |
| 4    | 5    | Chloe Francis         | NZL Nova Zelândia | 4:22.59 |       |
| 5    | 6    | Julia Gerotto         | BRA Brasil        | 4:23.71 |       |
| 6    | 2    | Lauren Earp           | CAN Canadá        | 4:26.47 |       |
| 7    | 8    | Jūratė Ščerbinskaitė  | LTU Lituânia      | 4:33.08 |       |
| 8    | 1    | Chriselle Wyn Jia Koh | SIN Singapura     | 4:34.28 |       |

## Final
| Pos.              | Raia | Nome             | País               | Tempo   | Notas |
| ----------------- | ---- | ---------------- | ------------------ | ------- | ----- |
| Medalha de ouro   | 5    | Boglárka Kapás   | HUN Hungria        | 4:10.37 |       |
| Medalha de prata  | 2    | Kiera Janzen     | USA Estados Unidos | 4:14.28 |       |
| Medalha de bronze | 4    | Eleanor Faulkner | GBR Grã-Bretanha   | 4:14.31 |       |
| 4                 | 6    | Stefanie Pirozzi | ITA Itália         | 4:14.61 |       |
| 5                 | 3    | Claudia Dasca    | ESP Espanha        | 4:14.81 |       |
| 6                 | 1    | Jordan Mattern   | USA Estados Unidos | 4:14.94 |       |
| 7                 | 7    | Julia Hassler    | LIE Liechtenstein  | 4:17.25 |       |
| 8                 | 8    | Anna Olasz       | HUN Hungria        | 4:20.24 |       |